# Paracrobunus similis
Paracrobunus similis is een hooiwagen uit de familie Epedanidae.